# L'onorevole Tarzan
L'onorevole Tarzan è un fumetto di Benito Jacovitti. È stato pubblicato per la prima volta sul periodico Il Vittorioso nel 1948.

## Trama
La storia è una parodia delle avventure di Tarzan, che presenta un uomo della giungla decisamente imborghesito, con moglie e figlioletto a carico, mentre al contempo presiede una giungla piena di belve e di esseri più o meno mostruosi, nonché di cacciatori bianchi di varie forme e inclinazioni. La narrazione è costellata di proverbi assurdi e di apparizioni fuori trama dello stesso Jacovitti, che si rappresenta come uno spilungone che porta sopra il camice una lisca di pesce.